# Société de banque occidentale
La Société de Banque Occidentale (SdBO) fut créée en 1981 par la fusion de la SBC (Société de banque de crédit) et de la Banque occidentale pour l'industrie et le commerce. Cette banque était une filiale du Crédit lyonnais.
En 1995, elle fut apportée au Consortium de réalisation (CDR) dans le cadre du plan de sauvetage du Crédit Lyonnais.
En 1996, le CDR y injecta 274 millions de francs pour ensuite la céder au Crédit lyonnais pour la somme de 50 millions seulement. La Commission européenne s'est interrogée sur cette surprenante opération et ouvre une enquête le 18 septembre 1996. La Commission européenne qualifie en juillet 1998 la recapitalisation par le CDR d'aide d'État (en) illégale et condamne l'État à récupérer 240,5 millions de francs.
La SdBO était la banque de Bernard Tapie. Lorsque l'on parle de l'affaire Tapie-Crédit lyonnais, il s'agit d'un abus de langage pour désigner la SdBO qui appartenait au groupe Crédit Lyonnais.
La même banque fut évoquée dans les affaires financières où le nom de Pierre Bérégovoy et ceux de membres de sa famille furent cités.
La banque fut dirigée par Pierre Despessailles, précédemment juge consulaire au tribunal de commerce. En février 2008, s'est ouvert devant la 11e chambre correctionnelle de Paris, le procès de treize administrateurs judiciaires accusés de corruption par la SdBO entre 1982 et 1996. En l'échange du placement de la trésorerie des entreprises en redressement judiciaire dont ils avaient la charge, la SdBO leur accordait à titre personnel, des prêts à des conditions très favorables, parfois sans intérêt pour des montants pouvant atteindre des millions de francs. Compte tenu du fait que Pierre Despessailles est décédé au moment du procès et que les prêts ont été remboursés, le ministère public a requis une dispense de peine,,.
Les administrateurs judiciaires et mandataires liquidateurs condamnés pour corruption passive le furent via la procédure suivante :
- Jugement du 6 juin 2008, 13h30, 11ème Chambre du Tribunal de Grande Instance de Paris, N° d’affaire : 9531369051.
- Arrêt du 15 octobre 2009, 13ème Chambre de la Cour d’Appel de Paris, Pole 5, N° d’affaire : 08 / 08712.
- Arrêt du 16 juin 2011, Chambre Criminelle de la Cour de Cassation, N° de dossier : U 09-87.292 F-D / 3676.

Furent condamnés de façon publique et définitive par la Chambre Criminelle de la Cour de Cassation : 
- Véronique Bécheret : 6 mois de prison avec sursis, 45 000 € d’amende pénale.
- Isabelle Didier : 8 mois de prison avec sursis, 150 000 € d’amende pénale.
- Didier Segard : 8 mois de prison avec sursis, 75 000 € d’amende pénale.